# Кустари (Псковская область)
Кустари — деревня в Горайской волости Островского района Псковской области.
Расположена у левого берега реки Синяя (приток Великой), в 21 км к югу от города Остров и в 2 км к югу от волостного центра, деревни Крюки.
Численность населения деревни по состоянию на 2000 год составляла 12 человек.